# في الظلام
في الظلام هو فيلم من نوع حربي ودراما ومقتبس ‏ أُصدر في 2 سبتمبر 2011. الفيلم من توزيع سوني بيكتشرز كلاسيك، وهو من إخراج آقنييسكا هولاند، أما السيناريو فكان من كتابة ديفيد أف شمعون ‏.

## القصة
تقع أحداث الفيلم في لفيف. وقصة الفيلم الرئيسية حول الحرب العالمية الثانية والهولوكوست.

## طاقم التمثيل
- يواخيم بول أسبوك  [لغات أخرى]‏
- Dorota Liliental  [لغات أخرى]‏
- Filip Garbacz  [لغات أخرى]‏
- Ireneusz Czop [الإنجليزية]‏
- Krzysztof Skonieczny  [لغات أخرى]‏
- Maja Bohosiewicz  [لغات أخرى]‏
- ماركين بوسكا
- Michał Żurawski [الإنجليزية]‏
- Olena Leonenko  [لغات أخرى]‏
- Piotr Głowacki [الإنجليزية]‏
- بيوتر نواك  [لغات أخرى]‏
- جوليا كيوسكا [الإنجليزية]‏
- Frank Köbe  [لغات أخرى]‏
- ويرونيكا روزاتي
- انيسكا جروتشوسكا
- Etel Szyc  [لغات أخرى]‏
- كينغا بريس
- بينو فورمان
- ماريا شريدر
- هيربيرت كنوب
- Andrzej Mastalerz  [لغات أخرى]‏
- روبرت ويكيويسز، بدور Leopold Socha [الإنجليزية]‏

## الإنتاج
موسيقى الفيلم التصويرية كانت من تأليف Antoni Łazarkiewicz ‏.

## وصلات خارجية
- في الظلام على موقع IMDb (الإنجليزية)
- في الظلام على موقع ميتاكريتيك (الإنجليزية)
- في الظلام على موقع روتن توميتوز (الإنجليزية)
- في الظلام على موقع نتفليكس (الإنجليزية)
- في الظلام على موقع قاعدة بيانات الأفلام العربية
- في الظلام على موقع ألو سيني (الفرنسية)
- في الظلام على موقع Turner Classic Movies (الإنجليزية)
- في الظلام على موقع أول موفي (الإنجليزية)
- في الظلام على موقع فيلمافينيتي (الإسبانية)
- في الظلام على موقع قاعدة بيانات الأفلام السويدية (السويدية)